# Darius Quisenberry
Darius Quisenberry (Dayton, 27 september 1999) is een Amerikaans basketballer.

## Carrière
Quisenberry speelde collegebasketbal van 2018 tot 2021 voor de Youngstown State Penguins. In 2020 stelde hij zich kandidaat voor de NBA-draft dat jaar, maar trok zich later terug. Daarna speelde van 2021 tot 2023 voor de Fordham Rams. In de zomer van 2023 tekende hij zijn eerste profcontract bij de Landstede Hammers. In de zomer van 2024 speelde hij voor de Fort Wayne Champs in The Basketball Tournament.
Quisenberry tekende voor het seizoen 2024/25 bij het Finse Tapiolan Honka.